# Чокаев, Каты Зайндинович
Чока́ев Каты́ Зайнди́евич (Кати́ Зайнди́нович; 27 февраля 1929, Шали, СССР — 20 октября 2021) — советский и российский учёный-языковед, доктор филологических наук, профессор, академик Академии наук Чеченской Республики, Почётный работник высшего профессионального образования Российской Федерации.

## Биография
Родился 27 февраля 1929 года в селе Шали Чечено-Ингушской АССР в семье крестьянина. 23 февраля 1944 года был депортирован.
В 1952 году окончил вечернюю школу в городе Токмаке Фрунзенской области Киргизской ССР. В дневное время работал грузчиком, резчиком, сначала на Чуйских, а затем — на Токмакских торфоразработках. За стахановскую работу неоднократно награждался грамотами, в том числе грамотой ЦК ЛКСМ Киргизской ССР в честь 30-летия комсомола (1954), премиями и т. д.
В 1957 году окончил заочное отделение факультета русского языка и литературы Киргизского государственного педагогического института. Совмещал учёбу с работой преподавателя русского языка и литературы в Шамсинской семилетней школе Чуйского района Фрунзенской области.
В 1958 году вернулся на родину. До 1971 года работал в секторе чеченского и ингушского языков восстановленного института гуманитарных наук сначала младшим, а затем — старшим научным сотрудником. В этом же институте в 1963 году защитил кандидатскую диссертацию «Словообразование имён существительных в чеченском языке» (с привлечением материалов из ингушского и бацбийского языков) под руководством научного руководителя Юнуса Дешериева.
В 1958—1970 годах Кати Чокаев являлся ответственным секретарём терминологической комиссии при Совете Министров Чечено-Ингушской АССР. Затем был председателем орфографической комиссии при правительстве республики. В 1975 году защитил докторскую диссертацию.
С 1 сентября 1983 года в течение 15 лет был профессором и руководителем кафедры русского языка и методики его преподавания Чечено-Ингушского педагогического института.
С 1993 года — член редколлегии журнала «Вестник АН ЧР». В 1996 году был почётным сопредседателем оргкомитета по проведению Международного конгресса вайнахских диаспор, состоявшемся в Одессе. В 1998 году возглавлял группу учёных при выработке концепции высшего и среднего специального образования в Чеченской Республике.
Принимал участие в создании Академии наук Чеченской Республики. Являлся одним из первых её действительных членов и первым академиком-секретарём отделения филологии. Профессор кафедры русского языка Чеченского государственного педагогического института. Заслуженный деятель науки Чечено-Ингушской АССР, лауреат Государственной премии Чечено-Ингушетии, Почётный работник высшего профессионального образования Российской Федерации.
Является автором 150 научных работ, в том числе 11 монографий, а также целого ряда научно-популярных статей по проблемам языкознания. В круг его научных интересов входили словообразование, языковые контакты, проблемы русско-чеченского двуязычия, ономастика, методика преподавания русского языка.
Умер 20 октября 2021 года.

## Монографии
- «Словообразование имен существительных в чеченском языке»;
- «Морфология чеченского языка»;
- «Язык и история вайнахов»;
- «Наш язык — наша история»;
- «Горные говоры Чечни»;
- «Нахские языки»;
- «Сопоставительная теория русского и чеченского языков»;
- «Где жил Прометей»;
- «Методика преподавания русского языка в чеченской и ингушской школах»;
- «На пути науки и борьбы»;
- «Русско-чечено-ингушский словарь-справочник общественно-политических терминов».

## Награды и звания
- Заслуженный деятель науки Чечено-Ингушской АССР;
- лауреат Государственной премии Чечено-Ингушетии;
- Почётный гражданин Чеченской Республики (2006)[3];
- Почётный работник высшего профессионального образования Российской Федерации.